# Microterys liaoi
Microterys liaoi är en stekelart som beskrevs av Xu 2000. Microterys liaoi ingår i släktet Microterys och familjen sköldlussteklar. Inga underarter finns listade i Catalogue of Life.